# 日本のアニメ映画作品一覧 (1990年代)
- 映画 > 映画の一覧 > 日本の映画作品一覧 > 日本のアニメ映画作品一覧 > 日本のアニメ映画作品一覧 (1990年代)
- アニメ > アニメーション映画 > 日本のアニメ映画作品一覧 > 日本のアニメ映画作品一覧 (1990年代)
- アニメ > アニメ作品一覧 > 日本のアニメ映画作品一覧 > 日本のアニメ映画作品一覧 (1990年代)

日本のアニメ映画作品一覧 (1990年代)では、日本で制作されたアニメ映画の1990年から1999年にかけて公開された一覧を年代順に記載。
記載の凡例については日本のアニメ映画作品一覧#凡例を参照
| あ行 | か行 | さ行 | た行 | な行 | は行 | ま行 | や行 | ら行 | わ行 |
| ---- | ---- | ---- | ---- | ---- | ---- | ---- | ---- | ---- | ---- |
| あ   | か   | さ   | た   | な   | は   | ま   | や   | ら   | わ   |
| い   | き   | し   | ち   | に   | ひ   | み   |      | り   | ゐ   |
| う   | く   | す   | つ   | ぬ   | ふ   | む   | ゆ   | る   |      |
| え   | け   | せ   | て   | ね   | へ   | め   |      | れ   | ゑ   |
| お   | こ   | そ   | と   | の   | ほ   | も   | よ   | ろ   | を   |

| その他 目次 | アニメ+実写・未公開/合作 |

| 1910年代-1950年代 | 1910年代・1920年代・1930年代・1940年代・1950年代           |
| 1960年代          | 1960・1961・1962・1963・1964・1965・1966・1967・1968・1969 |
| 1970年代          | 1970・1971・1972・1973・1974・1975・1976・1977・1978・1979 |
| 1980年代          | 1980・1981・1982・1983・1984・1985・1986・1987・1988・1989 |
| 1990年代          | 1990・1991・1992・1993・1994・1995・1996・1997・1998・1999 |
| 2000年代          | 2000・2001・2002・2003・2004・2005・2006・2007・2008・2009 |
| 2010年代          | 2010・2011・2012・2013・2014・2015・2016・2017・2018・2019 |
| 2020年代          | 2020・2021・2022・2023・2024・2025・2026・2027・2028・2029 |

| 目次 | • 脚注• 注釈• 出典• 参考リンク |

## 1990年
| 公開年月日     | 作品名                                                 | 上映時間 | 監督                 | 制作                       |
| -------------- | ------------------------------------------------------ | -------- | -------------------- | -------------------------- |
| 1990年1月4日   | 海だ! 船出だ!にこにこぷん                              | 70分     | 平田敏夫             | オー・プロダクション       |
| 1990年2月3日   | 本気!                                                  | 50分     | 宮崎一也             | 日本映像                   |
| 1990年2月24日  | おじさん改造講座                                       | 92分     | 芝山努               | 東京ムービー新社           |
| 1990年3月10日  | 悪魔くん ようこそ悪魔ランドへ!!                        | 25分     | 佐藤順一             | 東映動画                   |
| 1990年3月10日  | チンプイ エリさま活動大写真                            | 40分     | 本郷みつる           | シンエイ動画               |
| 1990年3月10日  | 映画 ドラえもん のび太とアニマル惑星                   | 100分    | 芝山努               | シンエイ動画               |
| 1990年3月10日  | DRAGON BALL Z この世で一番強いヤツ                     | 60分     | 西尾大介             | 東映動画                   |
| 1990年3月10日  | 魔法使いサリー                                         | 25分     | 葛西治               | 東映動画                   |
| 1990年3月21日  | CAROL                                                  | 60分     | 出﨑哲               | マジックバス               |
| 1990年3月31日  | MAROKO 麿子                                            | 90分     | 押井守               | スタジオぴえろ             |
| 1990年4月14日  | ヘヴィ                                                 | 50分     | 石黒昇               | 日本映像                   |
| 1990年5月19日  | ベルサイユのばら 生命あるかぎり愛して                  | 90分     | こだま兼嗣、竹内啓雄 | 東京ムービー新社           |
| 1990年6月30日  | ペリーヌ物語                                           | 110分    | 岡安肇               | 日本アニメーション         |
| 1990年7月7日   | 剣之介さま                                             | 20分     | 岡崎稔               | 東映動画                   |
| 1990年7月7日   | DRAGON BALL Z 地球まるごと超決戦                       | 60分     | 西尾大介             | 東映動画                   |
| 1990年7月7日   | Pink みずドロボウあめドロボウ                          | 30分     | 芦田豊雄             | 東映動画                   |
| 1990年7月14日  | おむすびまん                                           | 27分     | 大賀俊二             | 東京ムービー新社           |
| 1990年7月14日  | それいけ!アンパンマン ばいきんまんの逆襲               | 70分     | 永丘昭典             | 東京ムービー新社           |
| 1990年7月21日  | けろけろけろっぴの大冒険 ふしぎな豆の木                | 20分     | 波多正美（総監督）   | サンリオ                   |
| 1990年7月21日  | ハローキティのおやゆびひめ                             | 40分     | 波多正美（総監督）   | サンリオ                   |
| 1990年7月21日  | ぽこぽんのゆかいな西遊記                               | 60分     | 波多正美             | サンリオ                   |
| 1990年8月25日  | 愛と剣のキャメロット まんが家マリナ タイムスリップ事件 | 45分     | 石井文子（演出）     | 葦プロダクション、亜細亜堂 |
| 1990年8月25日  | 「エイジ」                                             | 45分     | 西久保瑞穂           | IGタツノコ                 |
| 1990年8月25日  | CITY HUNTER 百万ドルの陰謀                             | 45分     | こだま兼嗣           | サンライズ                 |
| 1990年8月25日  | CITY HUNTER ベイシティウォーズ                         | 45分     | こだま兼嗣           | サンライズ                 |
| 1990年9月1日   | OL改造講座                                             | 90分     | 亀垣一               | 東京ムービー新社           |
| 1990年9月22日  | 天上編 宇宙皇子                                        | 71分     | 今沢哲男             | 東映動画                   |
| 1990年11月17日 | 亜人戦士                                               | 100分    | 冨永恒雄             | マジックバス               |
| 1990年12月1日  | 超音戦士ボーグマン LOVERS RAIN                         | 33分     | 村山靖               | 葦プロダクション           |
| 1990年12月1日  | 魔物ハンター妖子                                       | 46分     | 山田勝久             | マッドハウス               |
| 1990年12月15日 | ちびまる子ちゃん                                       | 94分     | 芝山努、須田裕美子   | 日本アニメーション         |
| 1990年12月22日 | 風の名はアムネジア                                     | 80分     | やまざきかずお       | マッドハウス               |

## 1991年
| 公開年月日     | 作品名                                         | 上映時間 | 監督                 | 制作               |
| -------------- | ---------------------------------------------- | -------- | -------------------- | ------------------ |
| 1991年3月9日   | うしろの正面だあれ                             | 90分     | 有原誠治             | 虫プロダクション   |
| 1991年3月9日   | 映画 ドラえもん のび太のドラビアンナイト       | 100分    | 芝山努               | シンエイ動画       |
| 1991年3月9日   | DRAGON BALL Z 超サイヤ人だ孫悟空               | 50分     | 橋本光夫             | 東映動画           |
| 1991年3月9日   | ドラミちゃん アララ・少年山賊団!               | 40分     | 原恵一               | シンエイ動画       |
| 1991年3月9日   | まじかる☆タルるートくん                        | 50分     | 山内重保             | 東映動画           |
| 1991年3月16日  | 機動戦士ガンダムF91                            | 115分    | 富野由悠季（総監督） | サンライズ         |
| 1991年3月16日  | 武者・騎士・コマンド SDガンダム緊急出撃        | 14分     | 神田武幸             | サンライズ         |
| 1991年6月29日  | ふしぎの海のナディア                           | 85分     | 青野昌               | グループ・タック   |
| 1991年7月20日  | おもひでぽろぽろ                               | 119分    | 高畑勲               | スタジオジブリ     |
| 1991年7月20日  | ガンバとカワウソの冒険                         | 80分     | 大賀俊二             | 東京ムービー新社   |
| 1991年7月20日  | けろけろけろっぴの三銃士                       | 60分     | 波多正美             | サンリオ           |
| 1991年7月20日  | それいけ!アンパンマン とべ! とべ! ちびごん     | 40分     | 永丘昭典             | 東京ムービー新社   |
| 1991年7月20日  | たあ坊の竜宮星大探険                           | 30分     | 波多正美（総監督）   | サンリオ           |
| 1991年7月20日  | ドキンちゃんのドキドキカレンダー               | 50分     | 矢野博之             | 東京ムービー新社   |
| 1991年7月20日  | DRAGON QUEST ダイの大冒険                      | 31分     | 竹之内和人           | 東映動画           |
| 1991年7月20日  | DRAGON BALL Z とびっきりの最強対最強           | 47分     | 橋本光夫             | 東映動画           |
| 1991年7月20日  | ハローキティ 魔法の森のお姫さま                | 30分     | 波多正美（総監督）   | サンリオ           |
| 1991年7月20日  | まじかる☆タルるートくん 燃えろ!友情の魔法大戦  | 40分     | 角銅博之             | 東映動画           |
| 1991年8月17日  | アルスラーン戦記                               | 57分     | 浜津守               | IGタツノコ         |
| 1991年8月17日  | SILENT MÖBIUS THE MOTION PICTURE               | 54分     | 菊池通隆、富沢和雄   | AIC                |
| 1991年8月31日  | 銀河英雄伝説 初陣                              | 30分     | 石黒昇               | キティ・フィルム   |
| 1991年9月14日  | 老人Z                                          | 80分     | 北久保弘之           | A.P.P.P.           |
| 1991年11月2日  | うる星やつら いつだってマイ・ダーリン          | 77分     | 山田勝久             |                    |
| 1991年11月2日  | らんま1/2 中国寝崑崙大決戦! 掟やぶりの激闘篇!! | 75分     | 井内秀治             | スタジオディーン   |
| 1991年11月16日 | 安達が原                                       | 75分     | 坂口尚               | 手塚プロダクション |
| 1991年12月14日 | 月光のピアス ユメミと銀のバラ騎士団            | 70分     | もりたけし           | スタジオぴえろ     |
| 1991年12月14日 | 有閑倶楽部 香港より愛をこめて                  | 34分     | 四分一節子           | マジックバス       |

## 1992年
| 公開年月日     | 作品名                                             | 上映時間 | 監督               | 制作                                       |
| -------------- | -------------------------------------------------- | -------- | ------------------ | ------------------------------------------ |
| 1992年1月25日  | 三国志 第一部 英雄たちの夜明け                     | 138分    | 勝間田具治         | 東映動画                                   |
| 1992年3月7日   | トキメキソーラーくるまによん                       | 5分      | やすみ哲夫         | シンエイ動画                               |
| 1992年3月7日   | 映画 ドラえもん のび太と雲の王国                   | 98分     | 芝山努             | シンエイ動画                               |
| 1992年3月7日   | DRAGON QUEST ダイの大冒険 起ちあがれ!!アバンの使徒 | 40分     | 芝田浩樹           | 東映動画                                   |
| 1992年3月7日   | DRAGON BALL Z 激突!!100億パワーの戦士たち          | 45分     | 西尾大介           | 東映動画                                   |
| 1992年3月7日   | 21エモン 宇宙いけ! 裸足のプリンセス                | 39分     | 本郷みつる         | シンエイ動画                               |
| 1992年3月7日   | まじかる☆タルるートくん すき・すき♡タコ焼きっ!     | 30分     | 貝澤幸男           | 東映動画                                   |
| 1992年3月14日  | アンパンマンとゆかいな仲間たち                     | 31分     | 奥脇雅晴、他       | 東京ムービー新社                           |
| 1992年3月14日  | それいけ!アンパンマン つみき城のひみつ             | 60分     | 永丘昭典           | 東京ムービー新社                           |
| 1992年4月25日  | キャンディ♥キャンディ                              | 26分     | 今川哲男           | 東映動画                                   |
| 1992年4月25日  | きんぎょ注意報!                                    | 22分     | 佐藤順一           | 東映動画                                   |
| 1992年5月2日   | 地下幻燈劇画 少女椿                                | 47分     | 絵津久秋           | 密閉映劇霧生館                             |
| 1992年7月11日  | DRAGON QUEST ダイの大冒険 ぶちやぶれ!!新生6大将軍  | 40分     | 西沢信孝           | 東映動画                                   |
| 1992年7月11日  | DRAGON BALL Z 極限バトル!!三大超サイヤ人           | 45分     | 菊池一仁           | 東映動画                                   |
| 1992年7月11日  | ろくでなしBLUES                                    | 30分     | 吉沢孝男           | 東映動画                                   |
| 1992年7月18日  | アルスラーン戦記 II                                | 60分     | 浜津守             | アウベック                                 |
| 1992年7月18日  | 風の大陸                                           | 54分     | 真下耕一           | IGタツノコ                                 |
| 1992年7月18日  | 紅の豚                                             | 93分     | 宮崎駿             | スタジオジブリ                             |
| 1992年7月18日  | SILENT MÖBIUS THE MOTION PICTURE 2                 | 60分     | 井出安軌           | AIC                                        |
| 1992年7月18日  | 走れメロス                                         | 107分    | おおすみ正秋       | ビジュアル80                               |
| 1992年8月1日   | YAWARA! それゆけ腰ぬけキッズ!!                     | 60分     | ときたひろこ       | マッドハウス                               |
| 1992年8月1日   | らんま1/2 決戦桃幻郷! 花嫁を奪りもどせ!!           | 60分     | 鈴木行             | スタジオディーン                           |
| 1992年8月8日   | 花の魔法使いマリーベル フェニックスのかぎ          | 35分     | 遠藤徹哉           | 葦プロダクション                           |
| 1992年8月8日   | ムーミン谷の彗星                                   | 62分     | 斎藤博             | ビジュアル80                               |
| 1992年8月8日   | リトルツインズ ぼくらの夏が飛んでいく              | 25分     | 山口頼房           | トライアングルスタッフ、オープロダクション |
| 1992年8月29日  | 機動戦士ガンダム0083 ジオンの残光                  | 119分    | 今西隆志           | サンライズ                                 |
| 1992年12月12日 | アップフェルラント物語                             | 90分     | 湯山邦彦           | J.C.STAFF                                  |
| 1992年12月12日 | 銀河英雄伝説外伝 黄金の翼                          | 90分     | 清水恵蔵           | キティ・フィルム                           |
| 1992年12月19日 | ちびまる子ちゃん わたしの好きな歌                  | 92分     | 須田裕美子、芝山努 | 亜細亜堂                                   |

## 1993年
| 公開年月日     | 作品名                                                                                    | 上映時間 | 監督           | 制作             |
| -------------- | ----------------------------------------------------------------------------------------- | -------- | -------------- | ---------------- |
| 1993年3月6日   | Dr.スランプ アラレちゃん んちゃ!ペンギン村はハレのち晴れ                                  | 40分     | 貝澤幸男       | 東映動画         |
| 1993年3月6日   | 映画 ドラえもん のび太とブリキの迷宮                                                      | 100分    | 芝山努         | シンエイ動画     |
| 1993年3月6日   | DRAGON BALL Z 燃えつきろ!!熱戦・烈戦・超激戦                                              | 70分     | 山内重保       | 東映動画         |
| 1993年3月6日   | ドラミちゃん ハロー恐竜キッズ!!                                                           | 40分     | 原恵一         | シンエイ動画     |
| 1993年3月13日  | SDガンダム外伝 聖機兵物語                                                                 | 53分     | アミノテツロー | サンライズ       |
| 1993年3月13日  | SDコマンド戦記ガンダムフォース スーパーGアームズ ファイナルフォーミュラーVSノウムギャザー | 15分     | アミノテツロー | サンライズ       |
| 1993年3月13日  | SD戦国伝 天下泰平編                                                                       | 15分     | 今西隆志       | サンライズ       |
| 1993年3月13日  | カッパの三平                                                                              | 90分     | 平田敏夫       | タカハシスタジオ |
| 1993年3月20日  | 三国志 第二部 長江燃ゆ!                                                                   | 148分    | 勝間田具治     | 東映動画         |
| 1993年6月5日   | うしおととら 風狂い                                                                       | 54分     | 湯山邦彦       | PASTEL           |
| 1993年6月5日   | 獣兵衛忍風帖                                                                              | 92分     | 川尻善昭       | マッドハウス     |
| 1993年7月10日  | お星さまのレール                                                                          | 76分     | 平田敏夫       | マッドハウス     |
| 1993年7月10日  | Dr.スランプ アラレちゃん んちゃ!ペンギン村より愛をこめて                                  | 32分     | 橋本光夫       | 東映動画         |
| 1993年7月10日  | DRAGON BALL Z 銀河ギリギリ!!ぶっちぎりの凄い奴                                            | 50分     | 上田芳裕       | 東映動画         |
| 1993年7月10日  | 幽☆遊☆白書                                                                                | 25分     | 阿部紀之       | スタジオぴえろ   |
| 1993年7月17日  | それいけ!アンパンマン 恐竜ノッシーの大冒険                                                | 60分     | 永丘昭典       | 東京ムービー新社 |
| 1993年7月17日  | 劇場版 かいけつゾロリ                                                                     | 30分     | 竹内啓雄       | 東京ムービー     |
| 1993年7月24日  | 映画 クレヨンしんちゃん アクション仮面VSハイグレ魔王                                      | 93分     | 本郷みつる     | シンエイ動画     |
| 1993年7月24日  | ろくでなしBLUES 1993                                                                      | 85分     | 角銅博之       | 東映動画         |
| 1993年8月7日   | 機動警察パトレイバー 2 the Movie                                                          | 113分    | 押井守         | I.G タツノコ     |
| 1993年8月14日  | 3丁目のタマ おねがい!モモちゃんを捜して!!                                                 | 40分     | 難波日登志     | グループ・タック |
| 1993年11月13日 | ぼのぼの                                                                                  | 103分    | いがらしみきお | グループ・タック |
| 1993年12月5日  | ツヨシしっかりしなさい                                                                    | 30分     | 三沢伸         | スタジオコメット |
| 1993年12月5日  | 劇場版 美少女戦士セーラームーンR                                                          | 60分     | 幾原邦彦       | 東映動画         |
| 1993年12月5日  | メイクアップ!セーラー戦士                                                                 | 15分     | 小坂春女       | 東映動画         |
| 1993年12月11日 | Coo 遠い海から来たクー                                                                    | 116分    | 今沢哲男       | 東映動画         |
| 1993年12月18日 | 蒼い記憶 満蒙開拓と少年たち                                                               | 90分     | 出﨑哲         | マジックバス     |
| 1993年12月18日 | 銀河英雄伝説 新たなる戦いの序曲                                                           | 90分     | 清水恵蔵       | キティ・フィルム |

## 1994年
| 公開年月日     | 作品名                                                   | 上映時間 | 監督           | 制作               |
| -------------- | -------------------------------------------------------- | -------- | -------------- | ------------------ |
| 1994年3月12日  | ウメ星デンカ 宇宙の果てからパンパロパン!                 | 30分     | やすみ哲夫     | シンエイ動画       |
| 1994年3月12日  | SLAM DUNK                                                | 30分     | 西沢信孝       | 東映動画           |
| 1994年3月12日  | Dr.スランプ アラレちゃん ほよよ!!助けたサメに連れられて… | 25分     | 橋本光夫       | 東映動画           |
| 1994年3月12日  | 映画 ドラえもん のび太と夢幻三剣士                       | 100分    | 芝山努         | シンエイ動画       |
| 1994年3月12日  | DRAGON BALL Z 危険なふたり!超戦士はねむれない            | 50分     | 山内重保       | 東映動画           |
| 1994年3月12日  | ドラミちゃん 青いストローハット                          | 15分     | 安藤敏彦       | シンエイ動画       |
| 1994年3月26日  | 新・キューティーハニー                                   | 50分     | 長岡康史       | スタジオジュニオ   |
| 1994年4月9日   | 三国志 完結編 遥かなる大地                               | 157分    | 勝間田具治     | 東映動画           |
| 1994年）4月9日 | 幽☆遊☆白書 冥界死闘篇 炎の絆                             | 93分     | 飯島正勝       | スタジオぴえろ     |
| 1994年4月23日  | 映画 クレヨンしんちゃん ブリブリ王国の秘宝               | 93分     | 本郷みつる     | シンエイ動画       |
| 1994年7月9日   | SLAM DUNK 全国制覇だ! 桜木花道                           | 45分     | 有迫俊彦       | 東映動画           |
| 1994年7月9日   | Dr.スランプ アラレちゃん んちゃ!!わくわくハートの夏休み  | 20分     | 橋本光夫       | 東映動画           |
| 1994年7月9日   | DRAGON BALL Z 超戦士撃破!!勝つのはオレだ                 | 45分     | 上田芳裕       | 東映動画           |
| 1994年7月16日  | グスコーブドリの伝記                                     | 85分     | 中村隆太郎     | あにまる屋         |
| 1994年7月16日  | THE MOTION PICTURE 餓狼伝説                              | 95分     | 大張正己       | スタジオコメット   |
| 1994年7月16日  | それいけ!アンパンマン リリカル★マジカルまほうの学校      | 60分     | 永丘昭典       | 東京ムービー新社   |
| 1994年7月16日  | みんな集まれ! アンパンマンワールド                       | 30分     | 大賀俊二、他   | 東京ムービー新社   |
| 1994年7月16日  | 平成狸合戦ぽんぽこ                                       | 119分    | 高畑勲         | スタジオジブリ     |
| 1994年7月16日  | 雪渡り                                                   | 24分     | 四分一節子     | マジックバス       |
| 1994年8月6日   | STREET FIGHTER II MOVIE                                  | 101分    | 杉井ギサブロー | グループ・タック   |
| 1994年8月20日  | GS美神 極楽大作戦!!                                      | 60分     | 梅澤淳稔       | 東映動画           |
| 1994年8月20日  | 平成イヌ物語 バウ                                        | 22分     | 加賀剛         | 日本アニメーション |
| 1994年8月20日  | らんま1/2 超無差別決戦! 乱馬チームVS伝説の鳳凰           | 25分     | 西村純二       | キティ・フィルム   |
| 1994年10月8日  | ダークサイド・ブルース                                   | 84分     | 古川順康       | J.C.STAFF          |
| 1994年11月6日  | キャプテン翼 最強の敵!オランダユース                     | 48分     | 古川順康       | J.C.STAFF          |
| 1994年12月4日  | 蒼き伝説シュート!                                        | 25分     | 西尾大介       | 東映動画           |
| 1994年12月4日  | おさわがせ! スーパーベビー                               | 15分     | 佐藤順一       | 東映動画           |
| 1994年12月4日  | 劇場版 美少女戦士セーラームーンS                         | 60分     | 芝田浩樹       | 東映動画           |

## 1995年
| 公開年月日     | 作品名                                                                            | 上映時間 | 監督                     | 制作                                   |
| -------------- | --------------------------------------------------------------------------------- | -------- | ------------------------ | -------------------------------------- |
| 1995年3月4日   | SLAM DUNK 湘北最大の危機! 燃えろ桜木花道                                          | 40分     | 角銅博之                 | 東映動画                               |
| 1995年3月4日   | 映画 ドラえもん のび太の創世日記                                                  | 98分     | 芝山努                   | シンエイ動画                           |
| 1995年3月4日   | DRAGON BALL Z 復活のフュージョン!!悟空とベジータ                                  | 51分     | 山内重保                 | 東映動画                               |
| 1995年3月4日   | 2112年 ドラえもん誕生                                                             | 30分     | 米谷良知                 | シンエイ動画                           |
| 1995年3月4日   | ママレ〜ド♥ボ〜イ                                                                 | 26分     | 矢部秋則                 | 東映動画                               |
| 1995年3月18日  | ユンカース・カム・ヒア                                                            | 100分    | 佐藤順一                 | トライアングルスタッフ                 |
| 1995年4月15日  | 映画 クレヨンしんちゃん 雲黒斎の野望                                              | 96分     | 本郷みつる               | シンエイ動画                           |
| 1995年4月22日  | ルパン三世 くたばれ!ノストラダムス                                                | 98分     | 白土武                   | 東京ムービー新社                       |
| 1995年7月15日  | On Your Mark                                                                      | 7分      | 宮崎駿                   | スタジオジブリ                         |
| 1995年7月15日  | SLAM DUNK 吠えろバスケットマン魂!! 花道と流川の熱き夏                             | 40分     | 明比正行                 | 東映動画                               |
| 1995年7月15日  | DRAGON BALL Z 龍拳爆発!!悟空がやらねば誰がやる                                    | 52分     | 橋本光夫                 | 東映動画                               |
| 1995年7月15日  | NINKU -忍空-                                                                      | 29分     | 阿部記之                 | スタジオぴえろ                         |
| 1995年7月15日  | 耳をすませば                                                                      | 111分    | 近藤喜文                 | スタジオジブリ                         |
| 1995年7月21日  | カッタ君物語                                                                      | 75分     | 吉田憲二                 | アウベック                             |
| 1995年7月25日  | バニパルウィット                                                                  | 77分     | なかむらたかし           | トライアングルスタッフ                 |
| 1995年7月29日  | アンパンマンとハッピーおたんじょう日                                              | 30分     | 大賀俊二                 | 東京ムービー新社                       |
| 1995年7月29日  | スレイヤーズ                                                                      | 59分     | やまざきかずお（総監督） | J.C.STAFF                              |
| 1995年7月29日  | それいけ!アンパンマン ゆうれい船をやっつけろ!!                                    | 56分     | 矢野博之                 | 東京ムービー新社                       |
| 1995年7月29日  | はじまりの冒険者たち レジェンド・オブ・クリスタニア                               | 80分     | 仲村隆太郎               | トライアングルスタッフ                 |
| 1995年8月19日  | アンネの日記                                                                      | 102分    | 永丘昭典                 | マッドハウス                           |
| 1995年10月7日  | マクロス7 銀河がオレを呼んでいる!                                                 | 30分     | アミノテツロー           | ハルフィルムメーカー、スタジオジュニオ |
| 1995年10月7日  | MACROSS PLUS MOVIE EDITION                                                        | 115分    | 河森正治（総監督）       | トライアングルスタッフ                 |
| 1995年11月18日 | GHOST IN THE SHELL                                                                | 80分     | 押井守                   | Production I.G                         |
| 1995年12月23日 | あずきちゃん ホワイト・バレンタイン♥恋のチャンスがやってきた!!                    | 30分     | 小島正幸                 | マッドハウス                           |
| 1995年12月23日 | スペシャルプレゼント 亜美ちゃんの初恋 美少女戦士セーラームーンSuperS 外伝         | 15分     | 五十嵐卓哉               | 東映動画                               |
| 1995年12月23日 | 美少女戦士セーラームーンSuperS セーラー9戦士集結!ブラック・ドリーム・ホールの奇跡 | 60分     | 芝田浩樹                 | 東映動画                               |
| 1995年12月23日 | MEMORIES                                                                          | 107分    | 大友克洋（総監督）       | マッドハウス、STUDIO 4℃                |

## 1996年
| 公開年月日     | 作品名                                                                    | 上映時間 | 監督               | 制作                               |
| -------------- | ------------------------------------------------------------------------- | -------- | ------------------ | ---------------------------------- |
| 1996年3月2日   | ご近所物語                                                                | 30分     | 志水淳児           | 東映動画                           |
| 1996年3月2日   | 映画 ドラえもん のび太と銀河超特急                                        | 97分     | 芝山努             | シンエイ動画                       |
| 1996年3月2日   | DRAGON BALL 最強への道                                                    | 80分     | 山内重保           | 東映動画                           |
| 1996年3月2日   | ドラミ&ドラえもんズ ロボット学校七不思議!?                                | 31分     | 米谷良知           | シンエイ動画                       |
| 1996年3月9日   | ウルトラマン・カンパニー こちらウルカン特捜（騒）隊                       | 30分     | 日下部光雄         |                                    |
| 1996年3月23日  | PiPi とべないホタル                                                       | 90分     | 中田新一           | 虫プロダクション                   |
| 1996年4月13日  | 映画 クレヨンしんちゃん ヘンダーランドの大冒険                            | 97分     | 本郷みつる         | シンエイ動画                       |
| 1996年4月20日  | ARMITAGE III POLY-MATRIX                                                  | 90分     | 越智博之           | AIC                                |
| 1996年4月20日  | 天地無用! in LOVE                                                         | 94分     | ねぎしひろし       | AIC                                |
| 1996年4月20日  | ドラゴンクエスト列伝 ロトの紋章                                           | 45分     | 須永司             | 日本アニメーション                 |
| 1996年4月20日  | ハーメルンのバイオリン弾き                                                | 30分     | 今西隆志           | 日本アニメーション                 |
| 1996年4月20日  | 魔法陣グルグル                                                            | 30分     | 中西伸彰           | 日本アニメーション                 |
| 1996年4月20日  | ルパン三世 DEAD OR ALIVE                                                  | 97分     | モンキー・パンチ   | キョクイチ東京ムービー             |
| 1996年4月28日  | ゲゲゲの鬼太郎 風雲!妖怪城                                                | （不明） | 西尾大介（演出）   | 東映太奏映画村                     |
| 1996年6月15日  | APO APOワールド ジャイアント馬場90分一本勝負                              | 90分     | やすみ哲夫         |                                    |
| 1996年6月29日  | トイレの花子さん                                                          | 30分     | 大地丙太郎         | マルチボックス                     |
| 1996年6月29日  | 映画 忍たま乱太郎                                                         | 47分     | 芝山努（総監督）   | 亜細亜堂                           |
| 1996年6月29日  | はむこ参る!                                                               | 20分     | やすみ哲夫         | マルチボックス                     |
| 1996年7月6日   | ゲゲゲの鬼太郎 大海獣                                                     | 54分     | 勝間田具治         | 東映動画                           |
| 1996年7月6日   | 地獄先生ぬ〜べ〜                                                          | 48分     | 志水淳児           | 東映動画                           |
| 1996年7月13日  | それいけ!アンパンマン 空とぶ絵本とガラスの靴                              | 60分     | 永丘昭典           | キョクイチ東京ムービー             |
| 1996年7月13日  | ばいきんまんと3ばいパンチ                                                 | 30分     | 大賀俊二           | キョクイチ東京ムービー             |
| 1996年8月3日   | X                                                                         | 97分     | りんたろう         | マッドハウス                       |
| 1996年8月3日   | スレイヤーズRETURN                                                        | 60分     | 湯山邦彦（総監督） | J.C.STAFF                          |
| 1996年11月2日  | 新きまぐれオレンジ☆ロード capricious orange road そして、あの夏のはじまり | 95分     | 湯山邦彦           | スタジオぴえろ、京都アニメーション |
| 1996年11月30日 | ブラック・ジャック 劇場版                                                 | 93分     | 出崎統             | 手塚プロダクション                 |
| 1996年12月14日 | 金田一少年の事件簿                                                        | 95分     | 西尾大介           | 東映動画                           |

## 1997年
| 公開年月日     | 作品名                                            | 上映時間 | 監督                 | 制作                         |
| -------------- | ------------------------------------------------- | -------- | -------------------- | ---------------------------- |
| 1997年3月8日   | ゲゲゲの鬼太郎 おばけナイター                     | 30分     | 佐藤順一             | 東映動画                     |
| 1997年3月8日   | ザ☆ドラえもんズ 怪盗ドラパン謎の挑戦状!           | 31分     | 米谷良知             | シンエイ動画                 |
| 1997年3月8日   | 地獄先生ぬ〜べ〜 午前0時ぬ〜べ〜死す!             | 45分     | 貝澤幸男             | 東映動画                     |
| 1997年3月8日   | 映画 ドラえもん のび太のねじ巻き都市冒険記        | 98分     | 芝山努               | シンエイ動画                 |
| 1997年3月8日   | 花より男子                                        | 30分     | 山内重保             | 東映動画                     |
| 1997年3月15日  | THE DOG OF FLANDERS フランダースの犬              | 103分    | 黒田昌郎             | 日本アニメーション           |
| 1997年3月15日  | 新世紀エヴァンゲリオン劇場版 シト新生             | 99分     | 庵野秀明（総監督）   | GAINAX、Production I.G       |
| 1997年3月15日  | 魔法学園ルナ 青い竜の秘密                         | 10分     | 大地丙太郎           | J.C.STAFF                    |
| 1997年4月12日  | ウルトラニャン 星空から舞い降りたふしぎネコ       | 29分     | ときたひろこ         | トライアングルスタッフ       |
| 1997年4月12日  | ヘルメス—愛は風の如く                             | 114分    | 今沢哲男             | スタジオジュニオ、アーツプロ |
| 1997年4月19日  | 映画 クレヨンしんちゃん 暗黒タマタマ大追跡        | 100分    | 原恵一               | シンエイ動画                 |
| 1997年4月19日  | 名探偵コナン 時計じかけの摩天楼                   | 95分     | こだま兼嗣           | キョクイチ東京ムービー       |
| 1997年7月5日   | エルマーの冒険                                    | 98分     | 波多正美             | アウベック                   |
| 1997年7月5日   | 爆走兄弟レッツ&ゴー!!WGP 暴走ミニ四駆大追跡!      | 80分     | アミノテツロー       | XEBEC                        |
| 1997年7月12日  | キューティーハニーF                               | 38分     | 佐々木憲世           | 東映動画                     |
| 1997年7月12日  | ゲゲゲの鬼太郎 妖怪特急! まぼろしの汽車           | 23分     | 吉沢孝男             | 東映動画                     |
| 1997年7月12日  | 地獄先生ぬ〜べ〜 恐怖の夏休み!! 妖しの海の伝説!   | 38分     | 志水淳児             | 東映動画                     |
| 1997年7月12日  | たまごっちホントのはなし                          | 9分      | 橋本光夫             | 東映動画                     |
| 1997年7月12日  | もののけ姫                                        | 133分    | 宮崎駿               | スタジオジブリ               |
| 1997年7月19日  | 新世紀エヴァンゲリオン劇場版 Air/まごころを、君に | 87分     | 庵野秀明（総監督）   | GAINAX、Production I.G       |
| 1997年7月26日  | それいけ!アンパンマン 虹のピラミッド              | 56分     | 大賀俊二             | キョクイチ東京ムービー       |
| 1997年7月26日  | ぼくらはヒーロー                                  | 25分     | 阿部司               | 東京ムービー                 |
| 1997年8月1日   | ジャングル大帝                                    | 99分     | 竹内啓雄             | 手塚プロダクション           |
| 1997年8月2日   | スレイヤーズぐれえと                              | 60分     | 湯山邦彦（総監督）   | J.C.STAFF                    |
| 1997年8月2日   | 天地無用! 真夏のイヴ                              | 60分     | 木村哲               | AIC                          |
| 1997年8月30日  | どんぐりの家                                      | 115分    | 山本おさむ（総監督） | 亜細亜堂                     |
| 1997年9月20日  | 幕末のスパシーボ                                  | 85分     | 出﨑哲               | マジックバス                 |
| 1997年11月22日 | 音響生命体ノイズマン                              | 15分     | 森本晃司             | STUDIO 4℃                    |
| 1997年12月20日 | るろうに剣心 -明治剣客浪漫譚- 維新志士への鎮魂歌  | 90分     | 辻初樹               | スタジオぎゃろっぷ           |

## 1998年
| 公開年月日     | 作品名                                          | 上映時間 | 監督           | 制作                                  |
| -------------- | ----------------------------------------------- | -------- | -------------- | ------------------------------------- |
| 1998年2月28日  | PERFECT BLUE                                    | 81分     | 今敏           | マッドハウス                          |
| 1998年3月7日   | 帰ってきたドラえもん                            | 27分     | 渡辺歩         | シンエイ動画                          |
| 1998年3月7日   | 銀河鉄道999 エターナル・ファンタジー            | 54分     | 宇田鋼之介     | 東映動画                              |
| 1998年3月7日   | ザ☆ドラえもんズ ムシムシぴょんぴょん大作戦!     | 16分     | 米谷良知       | シンエイ動画                          |
| 1998年3月7日   | 映画 ドラえもん のび太の南海大冒険              | 91分     | 芝山努         | シンエイ動画                          |
| 1998年3月14日  | ウルトラニャン2 ハッピー大作戦                  | 30分     | ときたひろこ   | トライアングルスタッフ                |
| 1998年4月18日  | 映画 クレヨンしんちゃん 電撃!ブタのヒヅメ大作戦 | 95分     | 原恵一         | シンエイ動画                          |
| 1998年4月18日  | 名探偵コナン 14番目の標的                       | 100分    | こだま兼嗣     | キョクイチ東京ムービー                |
| 1998年4月25日  | MAZE☆爆熱時空 天変脅威の大巨人                  | 42分     | 鈴木行         | J.C.STAFF                             |
| 1998年4月25日  | ようこそロードス島へ!                           | 35分     | 千明孝一       | AIC                                   |
| 1998年7月18日  | ピカチュウのなつやすみ                          | 75分     | 湯山邦彦       | OLM                                   |
| 1998年7月18日  | 劇場版 ポケットモンスター ミュウツーの逆襲      | 75分     | 湯山邦彦       | OLM                                   |
| 1998年7月25日  | アンパンマンとおかしな仲間                      | 25分     | 矢野博之       | キョクイチ東京ムービー                |
| 1998年7月25日  | それいけ!アンパンマン てのひらを太陽に          | 60分     | 永丘昭典       | キョクイチ東京ムービー                |
| 1998年8月1日   | 機動戦士ガンダム 第08MS小隊 ミラーズ・リポート  | 51分     | 加瀬充子       | サンライズ                            |
| 1998年8月1日   | 新機動戦記ガンダムW Endless Waltz 特別編        | 90分     | 青木康直       | サンライズ                            |
| 1998年8月8日   | 機動戦艦ナデシコ -The prince of darkness-       | 80分     | 佐藤竜雄       | XEBEC                                 |
| 1998年8月8日   | スレイヤーズごぅじゃす                          | 62分     | わたなべひろし | J.C.STAFF                             |
| 1998年9月5日   | SPRIGGAN                                        | 90分     | 川崎博嗣       | STUDIO 4℃                             |
| 1998年11月14日 | クジラの跳躍 Glassy Ocean                       | 23分     | たむらしげる   | project team SARAH                    |
| 1998年         | この星の上に                                    | 14分     | 片渕須直       | アニドウ・フィルム、OH!プロダクション |
| 1998年         | 火聖旅団 ダナサイト999.9                        | 60分     | 小島正幸       | マッドハウス                          |

## 1999年
| 公開年月日     | 作品名                                                           | 上映時間  | 監督           | 制作                   |
| -------------- | ---------------------------------------------------------------- | --------- | -------------- | ---------------------- |
| 1999年3月6日   | ザ☆ドラえもんズ おかしなお菓子なオカシナナ?                      | 16分      | 米谷良知       | シンエイ動画           |
| 1999年3月6日   | ドクタースランプ アラレのびっくりバーン                          | 50分      | 山内重保       | 東映アニメーション     |
| 1999年3月6日   | 映画 ドラえもん のび太の宇宙漂流記                               | 93分      | 芝山努         | シンエイ動画           |
| 1999年3月6日   | デジモンアドベンチャー                                           | 20分      | 細田守         | 東映アニメーション     |
| 1999年3月6日   | のび太の結婚前夜                                                 | 26分      | 渡辺歩         | シンエイ動画           |
| 1999年3月6日   | 遊☆戯☆王                                                         | 30分      | 志水淳児       | 東映アニメーション     |
| 1999年3月6日   | ウルトラマンM78劇場 Love & Peace                                 | 23分      | ときたひろこ   | トライアングルスタッフ |
| 1999年3月19日  | ゲゲゲの鬼太郎 〜鬼太郎の幽霊電車〜                              | 14分      | 細田守（演出） | 東映アニメーション     |
| 1999年3月20日  | GUNDRESS                                                         | 90分      | 谷田部勝義     | スタジオジュニオ       |
| 1999年4月3日   | MARCO 母をたずねて三千里                                         | 96分      | 楠葉宏三       | 日本アニメーション     |
| 1999年4月17日  | クレしんパラダイス! メイド・イン・埼玉                           | 11分      | 水島努         | シンエイ動画           |
| 1999年4月17日  | 映画 クレヨンしんちゃん 爆発!温泉わくわく大決戦                  | 98分      | 原恵一         | シンエイ動画           |
| 1999年4月17日  | 名探偵コナン 世紀末の魔術師                                      | 100分     | こだま兼嗣     | キョクイチ東京ムービー |
| 1999年4月24日  | 逮捕しちゃうぞ the MOVIE                                         | 90分      | 西村純二       | スタジオディーン       |
| 1999年4月24日  | 天地無用! in LOVE2 遙かなる想い                                  | 95分      | ねぎしひろし   | AIC                    |
| 1999年5月15日  | ゼノ かぎりなき愛に                                              | 74分      | 宇井孝司       | メディアビジョン       |
| 1999年7月27日  | ハッピーバースデー 命かがやく瞬間                                | 80分      | 出﨑哲         | マジックバス           |
| 1999年7月17日  | ピカチュウたんけんたい                                           | 24分      | 湯山邦彦       | OLM                    |
| 1999年7月17日  | 劇場版 ポケットモンスター 幻のポケモン ルギア爆誕                | 81分      | 湯山邦彦       | OLM                    |
| 1999年7月17日  | ホーホケキョ となりの山田くん                                    | 104分     | 高畑勲         | スタジオジブリ         |
| 1999年7月24日  | アンパンマンとたのしい仲間たち                                   | 25分      | 大賀俊二       | 東京ムービー           |
| 1999年7月24日  | それいけ!アンパンマン 勇気の花がひらくとき                       | 57分      | 篠原俊哉       | 東京ムービー           |
| 1999年7月27日  | からくりの君                                                     | 45分      | 高谷浩利       | 東京ムービー           |
| 1999年7月27日  | め組の大吾 火事場のバカヤロー                                    | 38分      | 西澤晋         | サンライズ             |
| 1999年7月31日  | スーパードール★リカちゃん リカちゃん絶体絶命! ドールナイツの奇跡 | 30分      | 杉井ギサブロー | マッドハウス           |
| 1999年7月31日  | 小さな巨人 ミクロマン 大激戦! ミクロマンVS最強戦士ゴルゴン       | 31分      | 阿部記之       | スタジオぴえろ         |
| 1999年8月14日  | アキハバラ電脳組 2011年の夏休み                                  | 60分      | 桜井弘明       | Production I.G         |
| 1999年8月14日  | 少女革命ウテナ アドゥレセンス黙示録                              | 85分      | 幾原邦彦       | J.C.STAFF              |
| 1999年8月21日  | 劇場版 カードキャプターさくら                                    | 83分      | 浅香守生       | マッドハウス           |
| 1999年8月21日  | 金田一少年の事件簿2 殺戮のディープブルー                         | 90分      | 西尾大介       | 東映アニメーション     |
| 1999年8月21日  | CLOVER                                                           | 5分       | 高坂希太郎     | マッドハウス           |
| 1999年12月23日 | こちら葛飾区亀有公園前派出所 THE MOVIE                           | 94分      | 高松信司       | スタジオぎゃろっぷ     |
| ←1980年代      | ↑目次                                                            | 2000年代→ | 2000年代→      | 2000年代→              |